# 勒叙布德赖
勒叙布德赖（法語：Le Subdray，法語發音：[lə sybdʁɛ]）是法国谢尔省的一个市镇，位于该省中部，省会布尔日市区西南部，属于布尔日区和布尔日城市圈公共社区。

## 地理
勒叙布德赖（47°0'39"N, 2°17'40"E）面积20.28 平方千米，位于法国中央-卢瓦尔河谷大区谢尔省，该省份为法国中部省份，北起卢瓦雷省，西接卢瓦-谢尔省和安德尔省，南至克勒兹省，东南接阿列省，东临涅夫勒省。
与勒叙布德赖接壤的市镇（或旧市镇、城区）包括：阿尔赛、布尔日、拉沙佩勒圣于尔桑、莫尔托米耶、圣卡普赖、谢尔河畔圣弗洛朗、特鲁伊。
勒叙布德赖的时区为UTC+01:00、UTC+02:00（夏令时）。

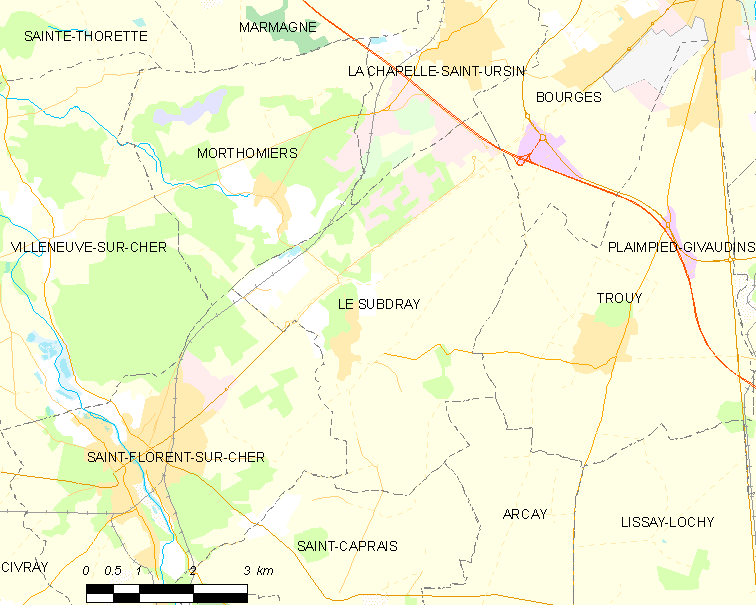
勒叙布德赖的OSM定位图

## 行政
勒叙布德赖的邮政编码为18570，INSEE市镇编码为18255。

## 政治
勒叙布德赖所属的省级选区为沙罗县。

## 交通
法国国道N151线从境内经过，另有谢尔省省道D31线和103线经在勒叙布德赖镇中心交汇。

## 人口

1962-2008年间勒叙布德赖人口变化图示

勒叙布德赖于2022年1月1日时的人口数量为968人。